# Agata Czarnacka
Agata Alicja Czarnacka (ur. 1981) – polska dziennikarka, polityczka i tłumaczka z języka francuskiego.

## Kariera
Agata Czarnacka w 2005 ukończyła pod kierunkiem Magdaleny Środy studia filozoficzne na Uniwersytecie Warszawskim.
Była założycielką portalu Lewica24.pl i w latach 2012–2015 redaktorką naczelną. Na portalu publikowali politycy Sojuszu Lewicy Demokratycznej m.in. Piotr Gadzinowski czy Leszek Miller.
Była doradczynią partii Sojusz Lewicy Demokratycznej ds. demokracji i przeciwdziałania dyskryminacji oraz członkinią Rady Polityczno-Programowej tej partii.
Jest członkinią stowarzyszenia Kongres Kobiet, w kadencji 2022–2025 należy do rady stowarzyszenia.
Publikuje w Tygodniku Polityka oraz OKO.press.
Jest koordynatorką projektów w Fundacji im. Izabeli Jarugi-Nowackiej.

## Tłumaczenia
- Aksamitne rewolucje (Wyd. Wydawnictwo Akademickie Dialog, 2007)[8]
- O uciekaniu (Wyd. Wydawnictwo Instytutu Filozofii i Socjologii PAN, 2007)[9]
- Polityka kulturalna Stanów Zjednoczonych (Wyd. Wydawnictwo Akademickie Dialog, 2008)[10]
- Nienawiść do demokracji. (Wyd. Instytut Wydawniczy Książka i Prasa, 2008)[11]
- Polityka natury. Nauki wkraczają do demokracji (Wyd. Krytyka Polityczna, 2009)[12]
- Zrozumieć fenomenologię. Konkretna praktyka (Wyd. Oficyna Naukowa, 2010)[13]
- Nowy polski kapitalizm (Wyd. Instytut Wydawniczy Książka i Prasa, 2010)[14]
- Ramy wojny. Kiedy życie godne jest opłakiwania? (Wyd. Instytut Wydawniczy Książka i Prasa, 2011)[15]
- Kontrdemokracja. Polityka w dobie nieufności (Wyd. Wydawnictwo Naukowe Dolnośląskiej Szkoły Wyższej, 2011)[16]
- Siła norm. Od Canguilhema do Foucaulta (Wyd. Instytut Wydawniczy Książka i Prasa, 2011)[17]
- Kobiety, gender i globalny rozwój. Wybór tekstów (Wyd. Polska Akcja Humanitarna, 2012)[18]
- Przygodność, hegemonia, uniwersalność. Współczesne debaty na lewicy (Wyd. Krytyka Polityczna, 2014)[19]
- Zabójcy w imię republiki (Wyd. Fronda, 2016)[20]
- Główne problemy współczesnej fenomenologii (Wyd. Wydawnictwa Uniwersytetu Warszawskiego, 2017)[21]
- Do urn obywatele! (Wyd. Krytyka Polityczna, 2018)[22]